# Batalla de Artaxata
La batalla de Artaxata se libró en el año 68 a. C. entre la República romana y el Reino de Armenia. Los romanos eran comandados por el cónsul Lucio Licinio Lúculo y los armenios por Tigranes II el Grande, quien daba refugio a Mitrídates VI del Ponto. Aunque la batalla resultó favorable a los romanos el hecho de que Mitrídates consiguiera escapar nuevamente y la falta de un botín llevó a un motín entre los legionarios que se negaron a marchar más lejos pero si defendieron la defensa de puntos claves contra nuevos ataques enemigos. Lúculo fue reemplazado luego por Cneo Pompeyo Magno por orden del Senado romano.